# マルティン・バッソ
マルティン・バッソ（Martín Basso、1974年7月26日 - ）はアルゼンチンのレーシングドライバー。彼はさまざまなシリーズに参戦し、フォーミュラ3・スダメリカーナとTC2000で大きな成功を収めた。
彼はまた、アメリカ合衆国で2シーズンを過ごし、アトランティック・チャンピオンシップに参戦した。

## 経歴
- 1995年：アルゼンチン・フォーミュラ・ルノー
- 1996年：アルゼンチン・フォーミュラ・ルノー（チャンピオン）
- 1997年：フォーミュラ3・スダメリカーナとアルゼンチン・フォーミュラ・ルノー
- 1998年：フォーミュラ3・スダメリカーナとアルゼンチン・フォーミュラ・ルノー
- 1999年：フォーミュラ3・スダメリカーナとアルゼンチン・フォーミュラ・スーパールノー
- 2000年：アトランティック・チャンピオンシップとELFカートマスター
- 2001年：アトランティック・チャンピオンシップ
- 2002年：ユーロF3000とポルシェ・スーパーカップ
- 2003年：TC2000（ホンダ・シビック）
- 2004年：TC2000（ホンダ・シビック）
- 2005年：TC2000（ホンダ・シビック）
- 2006年：TC2000（フォード・フォーカス）、4位
- 2007年：TC2000（フォード・フォーカス）、2位
- 2008年：TC2000（フォード・フォーカス）、6位、 FIA GT
- 2009年：TC2000（フォード・フォーカス）
- 2010年：TC2000（フォード・フォーカス）、13位、 ツーリスモ・カレテラ

### ユーロF3000選手権
（キー）（太字のレースのポールポジションを示す）（イタリック体のレースの最速ラップタイムを示しています）
| 年     | エントラント  | 1     | 2     | 3     | 4     | 5     | 6      | 7      | 8     | 9       | 10    | DC  | ポイント |
| ------ | ------------- | ----- | ----- | ----- | ----- | ----- | ------ | ------ | ----- | ------- | ----- | --- | -------- |
| 2002年 | GP レーシング | VLL 2 | NÜR C | PER 7 | MOZ 8 | SPA 5 | DON 14 | BRN 15 | DIJ 5 | JER Ret | CAG 7 | 8位 | 10       |